# Nestor (Tuhaj)
Nestor, imię świeckie Nykyta Arsenjewicz Tuhaj (ur. 22 marca?/3 kwietnia 1899 w Żulanach, zm. 17 lutego 1969 w Kijowie) – biskup Rosyjskiego Kościoła Prawosławnego pochodzenia ukraińskiego.

## Życiorys
Pochodził z rodziny chłopskiej. Od jedenastego roku życia był chórzystą w Ławrze Pieczerskiej, następnie przez cztery lata - kanonarchą. W 1914, w związku z mutacją głosu, przeniesiony do pracy w drukarni Ławry. W latach 1915–1917 odbywał w Kijowie służbę wojskową. Po jej ukończeniu został formalnie przyjęty do Ławry jako posłusznik. W 1920 ukończył kurs teologiczny przy monasterze św. Michała Archanioła o Złotych Kopułach, uprawniający do przyjęcia święceń kapłańskich. Nie został jednak wyświęcony na kapłana, lecz wrócił do Ławry jako chórzysta, a następnie w 1923 wyjechał do Piotrogrodu w charakterze głównego regenta w placówce filialnej Ławry. 3 sierpnia 1924 złożył wieczyste śluby mnisze przed biskupem wieliskim Nektariuszem. W tym samym miesiącu hierarcha ten wyświęcił go na hierodiakona.
Aresztowany w 1933 w Leningradzie, został skazany na dziesięć lat łagrów. Karę odbywał w Republice Komi. Od 1941 do 1945 walczył w stopniu szeregowca w Armii Czerwonej, dwukrotnie był ranny. Odznaczony dwoma orderami, w tym orderem "Za zasługi bojowe". W grudniu 1945 wrócił do Ławry Pieczerskiej i 30 grudnia 1946 przyjął święcenia kapłańskie z rąk metropolity kijowskiego i halickiego, egzarchy Ukrainy Jana. Od 1946 do 1949 pełnił obowiązki dziekana, a następnie ekonoma Ławry. W 1953 z bardzo dobrymi wynikami ukończył seminarium duchowne w Kijowie. W 1953 otrzymał godność archimandryty i został namiestnikiem Ławry Pieczerskiej. Obowiązki te pełnił do 1961.
6 grudnia 1953 przyjął chirotonię biskupią z rąk metropolity kijowskiego i halickiego Jana, arcybiskupa chersońskiego i odeskiego Nikona, biskupa wołyńskiego i rówieńskiego Palladiusza oraz czerniowieckiego i bukowińskiego Andrzeja. Przyjął honorowy tytuł biskupa humańskiego, wikariusza eparchii kijowskiej, zmieniony w 1954 na tytuł biskupa perejasławsko-chmielnickiego. W okresie sprawowania przez niego obowiązków przełożonego Ławry Pieczerskiej władze radzieckie stopniowo likwidowały monaster, zamykając kolejne jego cerkwie i odbierając mnichom budynki mieszkalne. W 1961 klasztor został ostatecznie zamknięty. Ostatni mnisi przenieśli się do Ławry Poczajowskiej.
W 1961 mianowany biskupem charkowskim i bohoduchowskim. Po trzech latach przeniesiony na katedrę czernihowską. Równocześnie był locum tenens eparchii sumskiej. Zmarł w Kijowie i został pochowany na Cmentarzu Zwierzynieckim.